# 愛宕神社 (桑名市)
愛宕神社（あたごじんじゃ）は、三重県桑名市多度町にある神社。
多度山の中腹に鎮座（旧社跡は現在よりも山頂側）する。旧社格は、無格社。

## 祭神
- 主祭神：火之夜藝速男神（ほのやぎはやおのかみ）
- 祭神：火之炫毘古神（ほのかがびこのかみ）・火之迦具土神（ほのかぐつちのかみ）
- 摂社：大山津見神・市杵島姫命・山の神（2柱）・天神
- 別宮：火産靈神[1]

## 歴史
勧請された年代は不詳であるが、元亀天正の兵災により社運が衰えていたのを、江戸時代、藩主松平氏が多度大社第四別宮として代々寄進。
江戸時代初期に京都愛宕神社と、元和3年（1617年）遠州掛川の愛宕社の勧請が記録されている。
元和4年（1618年）社殿を再興して別当を置き、寛永6年（1629年）松平定行が再び造営して祭祀を行った。
大正9年（1920年）境内社、山神社並びに厳島神社を合祀。
昭和40年（1965年）多度稲荷神社が分遷。

## その他
御朱印は、毎月1日に多度稲荷神社で配布。多度山ハイキングの健脚コースの登り口でもある。